# Горлов, Иосиф Гордеевич
Иосиф Гордеевич Горлов (1898 — ?) — советский и украинский партийный и государственный деятель, председатель Сумского (1940—1944) и Одесского (1944—1946) облисполкомов.

## Биография
Член ВКП(б) с 1927 г.
- 1936—1938 гг. — первый секретарь Ольховатского районного комитета КП(б) Украины (Харьковская область),
- 1939—1940 гг. — председатель организационного комитета Президиума Верховного Совета Украинской ССР по Сумской области,
- 1940—1944 гг. — председатель исполнительного комитета Сумского областного Совета,
- 1944—1946 гг. — председатель исполнительного комитета Одесского областного Совета,
- 1946—1950 гг. — директор Сталинского областного треста зерновых совхозов.

Депутат Верховного Совета СССР 1-го созыва.

## Награды
- орден Трудового Красного Знамени (07.02.1939) — за выдающиеся успехи в сельском хозяйстве, и в особенности за перевыполнение планов основных сельскохозяйственных работ.